# سكر منقوص الأكسجين
السكر منقوص الأكسجين (ديوكسي) عبارة عن مجموعة من مركبات السكر التي تحل فيها ذرة هيدروجين H مكان مجموعة هيدروكسيل OH- في البنية. بالتالي تصبح الصيغة الكيميائية المجملة أنقص بذرة أكسجين واحدة، ومن هنا أتت التسمية.

## أمثلة
من الأمثلة على مركبات السكر منقوص الأكسجين
- ريبوز منقوص الأكسجين أو 2-ديوكسي-D-ريبوز، وهو مكوّن من مكونات حمض نووي ريبوزي منقوص الأكسجين.
- فوكوز أو 6-ديوكسي-L-غالاكتوز، وهو مكوّن أساسي في فوكويدان Fucoidan، وهو متعدد سكاريد يوجد في الطحالب البنية
- رامنوز, أو 6-ديوكسي -L-مانوز، وهو موجود في غليكوزيدات النباتات.

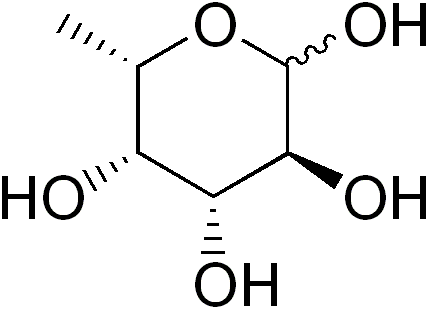
فوكوز
رامنوز

## وصلات خارجية
- Overview at qmul.ac.uk